# Sztárbox (első évad)
A Sztárbox című ökölvívó gála első évada 2004. március 27-én zajlott le az RTL Klubon. A műsorvezetők Kovács István, Dombóvári Vanda és Sebestyén Balázs voltak.

## Versenyzők[1]
| - Kozso - Bebe - Czifra Tamás (VV Segal) - Mészáros Szabolcs (VV Szabolcs) - Majka - Dopeman | - Molnár Tünde (Survivor Tünde) - Ónodi Szilvia (VV Szilvi) - Fehér Anettka - Németh Judit (VV Pandora) |  |

## Eredmények

### Férfiak
| Kozso                   | Bebe                            |
| Czifra Tamás (VV Segal) | Mészáros Szabolcs (VV Szabolcs) |
| Majka                   | Dopeman                         |

### Nők
| Molnár Tünde (Survivor Tünde) | Ónodi Szilvia (VV Szilvi) |
| Fehér Anettka                 | Németh Judit (VV Pandora) |